# Fröken Julie (film, 1912)
Fröken Julie är en svensk stumfilm från 1912, baserad på August Strindbergs pjäs med samma namn. Filmen finns inte bevarad i dag.

## Handling
Slutet av 1800-talet. På en herrgård bor fröken Julie med sin far. Hon har just brutit sin förlovning men attraheras av en betjänt, Jean. De tillbringar midsommaraftonen tillsammans och planerar att fly till Schweiz.

## Om filmen
Gustaf Uddgren tillfrågade i september 1911 August Strindberg om man fick tillåtelse att filmatisera några av hans verk, och fick per telegram svaret: "Var så god att kinematografera så mycket ni vill af min dramatik." Genast bestämde sig Uddgren och hans fru Anna Hoffman-Uddgren för att filmatisera Intima Teaterns mest uppmärksammade pjäser, Fröken Julie och Fadren. Man använde sig i huvudsak av samma skådespelare som spelat pjäserna vid Intima Teatern.
Filmen är inspelad på Mosebacke terrass och Stora Väsby. Logdansen är inspelad på okänd plats i Uppland.
Filmen fick premiär på Orientaliska Teatern i Stockholm 19 januari 1912. Före premiären granskades filmen av den nyinrättade centrala filmgranskningsnämnden som beslutade att två klippningar skulle utföras 1. scenen, där fröken Julie med rakkniven markerar ett snitt över hakan, 2. självmordsscenen, eftersom dessa scener framställde skräckscener och självmord på sådant sätt, att förråande eller upphetsande inverkan kunde åstadkommas. Filmen är uppdelad i tre akter och blir med mellanakter en dryg timme. 1951 skedde en nyinspelning av filmen i Alf Sjöbergs regi, se vidare Fröken Julie.

## Rollista
- Manda Björling - Fröken Julie
- August Falck - Jean
- Karin Alexandersson - Kristin